# Rawa (sockenhuvudort i Kina, Tibet Autonomous Region, lat 31,72, long 93,82)
Rawa (kinesiska: Rewa, 热瓦, 热瓦乡) är en sockenhuvudort i Kina. Den ligger i den autonoma regionen Tibet, i den sydvästra delen av landet, omkring 340 kilometer nordost om regionhuvudstaden Lhasa. Antalet invånare är 2 566. Befolkningen består av 1 296 kvinnor och 1 270 män. Barn under 15 år utgör 32 %, vuxna 15-64 år 61 %, och äldre över 65 år 6,0 %.
Runt Rawa är det mycket glesbefolkat, med 5 invånare per kvadratkilometer. Närmaste större samhälle är Yag La, 19,6 km norr om Rawa. Trakten runt Rawa består i huvudsak av gräsmarker.
Genomsnittlig årsnederbörd är 970 millimeter. Den regnigaste månaden är juni, med i genomsnitt 224 mm nederbörd, och den torraste är december, med 5 mm nederbörd.